# ダゼー・ファンク Jr.
ダゼー・ファンクJr.（だぜー ふぁんく じゅにあ）は日本のコラムニスト、プロレスライター。ニュースメディア Qetic にてプロレスコラム「みちくさボンバイエ」を執筆中。WWE Japan公式サイトを運営するSporting News Japanでも記事を執筆中。

## 略歴・人柄
- オリジナルの覆面マスクをかぶり素性を明かしていないので、その正体に関しては不明とされているが、コラムの中で90年代の試合を見たのが「小学生の頃」と記されており、おおよその年齢は推測される。
- 主に昭和から平成までの幅広い年代でのコラムを書く事が多く、幼少の頃から熱狂的なプロレスファンであった。思春期の部屋に貼ってあったのは獣神サンダーライガーの直筆サイン入りポスターであり、学校の自由工作でザ・グレート・サスケのお面を作った時は先生から驚かれたのが忘れられないとコラムの中に記されている。
- 子供の頃の得意技はラ・マヒストラルと、金本浩二の真似をしたローリングセントーンだった。
- プロレス実況者の中では辻よしなりアナウンサーのファンであり、長州力の引退試合では辻アナの実況を聞きながら号泣した。
- 各プロレスの試合会場にも覆面マスクのまま頻繁に来場しており、口の部分が開いていないタイプのマスクなのでビールをストローで飲んでいる姿が頻繁に目撃されている。
- ジャイアント馬場のフィギュアを子供の頃からお守り代わりに持ち歩いており、度々コラムやSNSに登場する。
- ミステル・カカオの製作にてマスクを新調、型をヤギリ口型のマスクに変更した。複数色保持しいている。
- 2018年4月より、WWE Japan公式サイトを運営するSporting News Japanでも記事の執筆を開始。通常記事に加えWWEのインタビュー記事も執筆している。

## 出演

### WEB動画
- 2016年8月、「MTV LIP SYNC BATTLE」のプロモーション記事にLIP SYNCを行うゲストとして参加。

https://qetic.jp/music/lipsyncbattlevol3-feature/202699/
- 2017年1月、ドコモヘルスケア「ムーヴバンド3」のプロモーション記事にナビゲーターとして参加。

https://qetic.jp/life-fashion/moveband3-feature/231543/?utm_campaign=PostShareBtn
- 2021年7月、マセキ芸能社 青木泰寛のYouTubeチャンネル「青木のマカロニスイシーダ」にゲスト参加。

https://www.youtube.com/watch?v=zXDLnzSYYOo

### チャット番組
- 2016年12月、ChatCastとQeticのタイアップ番組にてパーソナリティを担当。

https://chatca.st/channel/dazeyfunkjr

### イベント
- 2016年10月、プロレスリング・ノアの丸藤正道がオーナーを務める東京都港区の不知火カレーで開催された激辛カレートーナメント大会にゲストとして参加。

https://qetic.jp/column/daze-funk-jr/michikusabombaye-43/218731/
- 2017年3月、アニマル・ウォーリアーやプロレスリング・ノアの丸藤正道、中嶋勝彦のトークイベントにゲストとして参加。

https://qetic.jp/column/daze-funk-jr/michikusabombaye-51/238319/
- 2018年10月、向井藍のトークイベントにゲストとして参加。
- 2020年5月 ユリオカ超特Qと共に「俺たちの！オンラインプロレストークナイト」に出演。
- 2020年7月 「黒潮"イケメン"二郎とジャイアント馬場バルで飲み会」に立花誠吾、ユリオカ超特Q、元井美貴とゲスト出演。
- 2021年11月　丸藤正道トークショー&サイン撮影会にてMCを担当。

## コラムインタビュー
コラム記事によるとインタビューをする際もマスク姿のままで取材を行っている。
- 2016.5 中邑真輔（WWE）
- 2016.7 道標明（田口隆祐・新日本プロレス）
- 2016.12 内藤哲也（新日本プロレス）
- 2017.1 小橋建太
- 2017.5 獣神サンダー・ライガー（新日本プロレス）
- 2017.6 フィン・ベイラー（WWE）
- 2017.7 ヒデオ・イタミ（WWE）
- 2017.7 矢野通（新日本プロレス）
- 2017.8 秋山準、中島洋平、野村直矢（全日本プロレス）
- 2017.8 カイリ・セイン（WWE）
- 2017.8 TAKAみちのく（KAIENTAI DOJO）
- 2017.11 ASUKA（WWE）
- 2017.11 平柳玄藩
- 2017.12 KUSHIDA（新日本プロレス）
- 2017.12 クリス・ジェリコ
- 2018.1 SHO、YOH（新日本プロレス）
- 2018.3 中邑真輔（WWE）
- 2018.3 ASUKA（WWE）
- 2018.3 宮原健斗（全日本プロレス）
- 2018.5 エル・デスペラード（新日本プロレス）
- 2018.8 ASUKA、ヒデオ・イタミ、中邑真輔（WWE）
- 2018.8 紫雷イオ（WWE）
- 2018.8 丸藤正道（プロレスリング・ノア）
- 2019.5 カイリ・セイン（WWE）
- 2019.6 中邑真輔（WWE）
- 2019.8 岩谷麻優、星輝ありさ（スターダム）
- 2020.8 紫雷イオ（WWE）
- 2021.3 天龍源一郎
- 2021.8 スタン・ハンセン
- 2021.12 藤波辰爾

## その他インタビュー
WWE公式のライターとしてもインタビューを行っている。
- 2018.3 ASUKA（WWE）
- 2018.4 ブル中野
- 2018.6 ASUKA（WWE）
- 2018.6 中邑真輔（WWE）
- 2018.8 戸澤陽（WWE）、カイリ・セイン（WWE）
- 2018.8  紫雷イオ（WWE）
- 2019.5 カイリ・セイン（WWE）
- 2019.5 中邑真輔（WWE）
- 2021.3 紫雷イオ（WWE）

## 記事執筆
- ヤマハが運営するミュージックダウンロード・音楽配信サイト【mysound】にて「mysound SPECIAL PLAYLIST by ダゼー・ファンクJr.」を執筆。
- 2018年4月より、WWE公式サイトを運営するSporting News Japanにて記事を執筆している。
- 2019年8月、ファイヤープロレスリング ワールド × スターダムのコラボ企画「はじめてのファイプロ」のイベント記事を執筆。